# 昴 (ZANの曲)
昴（すばる）は、ZANの3rdシングル。2005年1月3日にrhythm zoneよりリリースされた。

## 収録曲
1. 昴 (遥かなる海を越えて Version)
2. 昴 (vocal version)
3. 巡る春
4. 巡る春 (instrumental)